# Ramona Peralba Sala
Ramona Peralba Sala (Gironella, Berguedà, 1904 - Sant Adrià de Besòs, Barcelonès 16 de maig de 1939) (també coneguda com a Cambrilsa) era una activista republicana, obrera tèxtil i militant de la CNT. Era la delegada de la CNT a la fàbrica tèxtil de Cal Monegal, a Gironella.
Fou una de les dotze dones de la Presó de les Corts executades al Camp de la Bota pel règim franquista. Tenia 35 anys i fou l'única dona entre els 62 afusellats per judici militar de la comarca del Berguedà.
Acabada la Guerra Civil amb la desfeta del Bàndol Republicà, s'inicià la Dictadura del General Franco amb una dura repressió contra els vençuts, aplicant metodologies específiques envers les dones, que van perdre tots els drets i llibertats adquirits durant la República. S'obrí una Causa General i s'encoratjaren les delacions de particulars.
Ramona Peralba va ser destinguda el març del 1939, arrel de la denúncia d'unes veïnes, que l'acusaven d'haver delatat un home emboscat a casa de la germana d'una d'elles, que posteriorment fou detingut i trobat mort a Puig-Reig. El 27 de març del 1939 ingressa a la presó de Les Corts de Barcelona. El 18 d'abril va comparèixer davant d'un Consell de Guerra Sumaríssim amb un grup de 14 persones de les quals cinc foren sentenciades a mort, essent ella l'única dona. En la sentència que la condemnava a mort, Ramona Peralba fou assenyalada com a Propagandista del desnudismo y de las ideas marxistas. Els informes de La Falange local i la Guàrdia Civil afirmaven que era delegada de la FAI a la secció tèxtil de la Colònia Monegal i afiliada a la CNT. L'acusació principal era la de rebel·lió.
Ramona Peralba fou afusellada al Camp de la Bota la matinada del 16 de maig de 1939 juntament amb Salvador Serralta Llorens i Vicens Camprubí Torber, dos alcaldes d'ERC. El seu cadàver va ser inhumat al fossar de la pedrera, a Montjuïc.